# Achtermeer

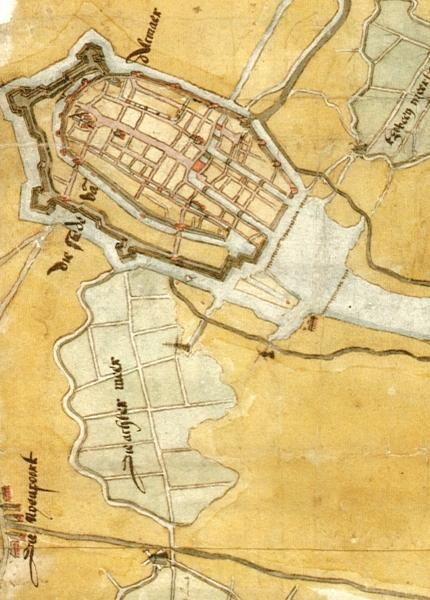
Ten zuiden van de stad Alkmaar ligt de polder Achtermeer, in 1533 drooggelegd. In 1573 weer onder water gezet, het jaar van het Beleg van Alkmaar.

Achtermeer bij Alkmaar in de provincie Noord-Holland is de eerst bekende droogmakerij van Nederland, het octrooi stamt uit 1532. In dat jaar werd door keizer Karel V vergunning tot droogleggen verleend aan Jan Janz, baljuw en dijkgraaf, en aan Willem Janz, schout van Alkmaar. Het bijna veertig hectare grote meer lag net ten zuiden van Alkmaar. In 1533 is begonnen met de drooglegging. Dit lijkt in 1536 te zijn gelukt. Daarna is het land gecultiveerd en in 1539 kwam de eerste opbrengst van het land.
In 1566 kwam het land opnieuw onder water te staan en werd een nieuwe poging tot drooglegging gedaan. Bij de Allerheiligenvloed van 1570 braken enkele dijken door en moest men weer opnieuw beginnen. In 1573 werd de polder doelbewust voor korte tijd geïnundeerd, om de belegering van Alkmaar te bemoeilijken. Toen de Spanjaarden het Beleg van Alkmaar opgaven, staken die op de terugtocht de molen in brand.
Tussen 1533 en 1912 werd de bemaling met windkracht gedaan. Bij een brand in 1912 werd de laatste poldermolen geheel verwoest, waarna een dieselgemaal van 1913 tot 1988 de polder bemaalde.

## Waterhuishouding en bemaling

### Bestuur
Het gebied waar het polderbestuur van de Achtermeer de waterhuishouding regelde of die faciliteerde, werd al snel uitgebreid. In 1567 werd het naastgelegen Groenewater drooggelegd, waar de ingelanden met vergelijkbare problemen kampten als bij de Achtermeer. In 1579 spreken de ingelanden van de jongste polder af dat zij met hun eigen molen mogen afwateren via de westelijke ringsloot van de Achtermeer.
Vanaf 1709 werkt men op proef samen met de gezamenlijke grondbezitters van Overdie en een jaar later wordt dit definitief. Enkele jaren later komen ook de landeigenaren van de Klappolder erbij, waarmee het waterschap van de Polder Overdie en Achtermeer zijn definitieve vorm krijgt. Evenals de Klappolder bestond de polder Overdie uit landerijen waar de eigenaren samenwerkten bij de afwatering.
De archieven van het polderschap, die teruggaan tot 1539, berusten bij het Regionaal Archief Alkmaar.

### Bemaling
In 1597 wordt er nog een stadskaart getekend door Cornelis Drebbel met de molen van de Achtermeer vlak bij het Overdiepad, die uitwatert op het Zeglis. Ruim 50 jaar later tekent cartograaf Johannes Blaeu een kaart waarbij de molen is verplaatst in zuidoostelijke richting, en nu afwatert op de westelijke Blekersloot via een nieuwe tochtsloot dwars door de polder. Sindsdien is die nieuwe plek de plek gebleven van de bemaling.
Voor verplaatsing naar de nieuwe plek moet een heel goede reden zijn geweest, want de bouw van een nieuwe molen en het aanleggen van een lange nieuwe tochtsloot naar de Blekersloot is een kostbare operatie. Hierover kan slechts gespeculeerd worden, want bronnen zijn hierover niet meer te vinden. Wat we wel weten is dat polders bij voorkeur aan de oostzijde bemalen werden, omdat er overwegend (zuid)westenwind is in Nederland, dat het water in de polder naar het (noord)oosten stuwt. De eerste poldermolen stond in de noordoosthoek van de polder, niet ver van de bebouwing en bomen van de stad Alkmaar. Dat kan problemen hebben gegeven bij noordwestenwind, als het water vooral stuwt naar de zuidoosthoek en het scheprad meer water verliest als het niet genoeg snelheid heeft. De bebouwing en bomen van Alkmaar kunnen verhinderd hebben dat de wieken van de molen op die plek de maximale wind konden vangen. De nieuwe molen kwam halverwege de oostzijde van de Achtermeer, enkele honderden meters verder van de stad Alkmaar.
Aan het begin van de 18e eeuw smelten de Achtermeer en de oostelijke buur Overdie samen. De samenwerking vanaf 1709 kwam tot stand omdat de Achtermeer alweer een nieuwe molen had, terwijl die van Overdie, ter hoogte van de huidige De Ruijterstraat, te weinig wind ving door de luwte van bomen en de stad. Die molen werd verkocht, waarna de Achtermeerse molen beide polders bemaalde.
Meer dan eens, onder andere in 1886, moest de molen na brand herbouwd worden en toen de laatste op 13 augustus 1912 na blikseminslag geheel verwoest werd, besloot men over te gaan tot een gemotoriseerd gemaal. Nadat dit dieselgemaal in 1988 buiten gebruik gesteld was, werd het onderhouden door een beheersstichting. Die nam het in 1991 over en doopte het Dieselgemaal “J. Leegwater”, naar de laatste machinist die in 1992 verongelukte. De beheerstichting zelf werd vernoemd naar Johan Schilstra, die veel over de waterschapsgeschiedenis van Noord-Holland publiceerde. In 2011 werd het overgenomen door woningcorporatie Van Alckmaer. Het gemaal is nog steeds maalvaardig en is op verzoek van het Hoogheemraadschap in oktober 1994 en in oktober 2019 bijgesprongen om zoveel mogelijk water uit te slaan.

## Bebouwing en gebruik
De polder Overdie-Achtermeer lag ten zuiden van de Alkmaarse binnenstad en omvatte in de hoogtijdagen het hele gebied tussen de Kennemerstraatweg, het Noordhollandsch Kanaal en de Heilooërdijk, terwijl er ook nog een strook grond werd droog gehouden ten zuiden van die dijk. Die strook kent een noordelijk deel en een zuidelijk deel, grofweg gescheiden door waar nu de N9 ligt: noordelijk het vroegere Rietmeer of Groenewater (voor de droogmaking in de 16e eeuw Nieuwpoortermeer of Heilooëermeer geheten), en zuidelijk de Kooimeer. Het grootste deel van het poldergebied bestaat uit de Overdiepolder, de Achtermeer en de Klappolder.
De 20e eeuw stond in het teken van woningbouw en andere stedelijke ontwikkelingen in dit gebied. De oude polder ligt nu vrijwel geheel binnen de bebouwde kom van Alkmaar, ten zuiden van de oude stad. Alleen de weilanden van de Kooimeer zijn nog onbebouwd. De Cort van der Lindenkade en de Meester P.J. Troelstrakade zijn aangelegd langs de oude molenvaart, die al voorkomt op tekeningen van cartograaf Johannes Blaeu uit 1649.
Vanaf het begin van de 18e eeuw tot de opheffing in 1962 is het polderschap verantwoordelijk geweest voor een groot deel van de waterhuishouding in dit gebied. Het bemalingsgebied werd steeds kleiner door de komst van woonwijken en industriegebieden. Dan nam de riolering veelal de afwateringstaak van hemelwater over. De opheffing van het polderschap door de provincie was op aandringen van de gemeente, die als grootgrondbezitter in de polder al een flinke stem in het bestuur had, maar daarmee ook als belastingplichtige een groot deel van de lasten droeg. Alle taken en eigendommen gingen in 1962 over naar de gemeente. In 2010 werd Hoogheemraadschap Hollands Noorderkwartier verantwoordelijk voor het peilbeheer van het oppervlaktewater in de polder.

## Externe links

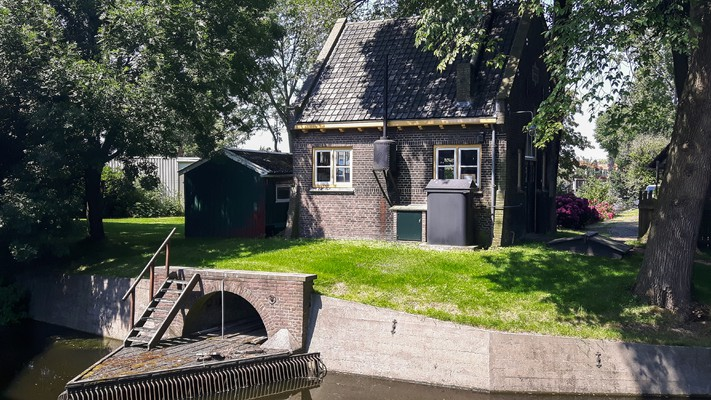
Het Dieselgemaal Alkmaar van de polder “Het Overdie en Achtermeer” heeft sinds 1994 de status van Provinciaal monument. In 2011 is het gemaal door de Stichting Beheer Dieselgemaal “J.J. Schilstra” overgedragen aan woningcorporatie Van Alckmaer.

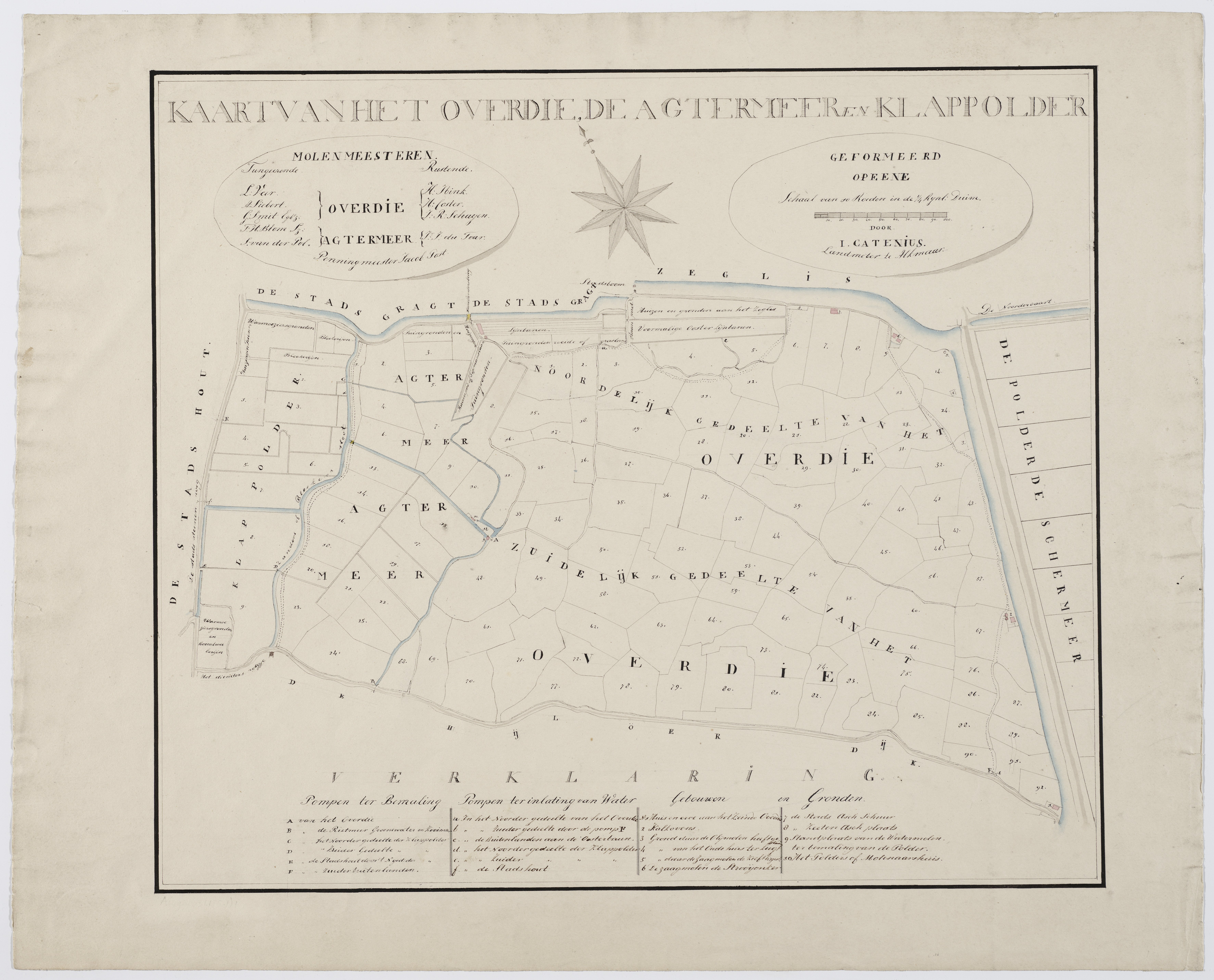
Kaart van het Overdie, Agtermeer en Klappolder, 19e eeuw, mogelijk 1812